# Elaphoglossum nigripes
Elaphoglossum nigripes är en träjonväxtart som beskrevs av Holtt. Elaphoglossum nigripes ingår i släktet Elaphoglossum och familjen Dryopteridaceae. Inga underarter finns listade.